# Прованс (Во)
Прованс (фр. Provence) — громада  в Швейцарії в кантоні Во, округ Юра-Нор-Водуа.

## Географія
Громада розташована на відстані близько 60 км на захід від Берна, 45 км на північ від Лозанни.
Прованс має площу 31,9 км², з яких на 2,2% дозволяється будівництво (житлове та будівництво доріг), 54,5% використовуються в сільськогосподарських цілях, 43,1% зайнято лісами, 0,3% не є продуктивними (річки, льодовики або гори).

## Демографія
2019 року в громаді мешкало 378 осіб (+14,9% порівняно з 2010 роком), іноземців було 9,3%. Густота населення становила 12 осіб/км².
За віковим діапазоном населення розподілялося таким чином: 14,8% — особи молодші 20 років, 61,4% — особи у віці 20—64 років, 23,8% — особи у віці 65 років та старші. Було 176 помешкань (у середньому 2,1 особи в помешканні).
Із загальної кількості 133 працюючих 52 було зайнятих в первинному секторі, 20 — в обробній промисловості, 61 — в галузі послуг.